# Ski de fond aux Jeux olympiques de 1952
Pour des articles plus généraux, voir Ski de fond aux Jeux olympiques et Jeux olympiques d'hiver de 1952.
Navigation
Saint-Moritz 1948 Cortina d'Ampezzo 1956
Le ski de fond aux Jeux olympiques d'hiver de 1952 consiste en trois épreuves masculines (18 km, 50 km, relais 4 × 10 km) et en une épreuve féminine de 10 km pour la première fois. Ces épreuves ont lieu du 18 au 23 février 1952 au Holmenkollen National Arena.

## Podium
| Épreuves                                    | Or                                                            | Argent                                                                  | Bronze                                                           |
| ------------------------------------------- | ------------------------------------------------------------- | ----------------------------------------------------------------------- | ---------------------------------------------------------------- |
| 10 km femmes résultats détaillés            | Lydia Wideman (FIN)                                           | Mirja Hietamies (FIN)                                                   | Siiri Rantanen (FIN)                                             |
| 18 km hommes résultats détaillés            | Hallgeir Brenden (NOR)                                        | Tapio Mäkelä (FIN)                                                      | Paavo Lonkila (FIN)                                              |
| 50 km hommes résultats détaillés            | Veikko Hakulinen (FIN)                                        | Eero Kolehmainen (FIN)                                                  | Magnar Estenstad (NOR)                                           |
| Relais 4 × 10 km hommes résultats détaillés | Finlande Heikki Hasu Paavo Lonkila Urpo Korhonen Tapio Mäkelä | Norvège Magnar Estenstad Mikal Kirkholt Martin Stokken Hallgeir Brenden | Suède Nils Täpp Sigurd Andersson Enar Josefsson Martin Lundström |

## Résultats
| Rang | Athlète                      | Temps           | Temps           |
| Rang | Athlète                      | À 7 km          | À l'arrivée     |
| ---- | ---------------------------- | --------------- | --------------- |
| 1    | Hallgeir Brenden (NOR)       | 27 min 00 s     | 1 h 01 min 34 s |
| 2    | Tapio Mäkelä (FIN)           | 26 min 50 s     | 1 h 02 min 09 s |
| 3    | Paavo Lonkila (FIN)          | 27 min 00 s     | 1 h 02 min 20 s |
| 4    | Heikki Hasu (FIN)            | 27 min 05 s     | 1 h 02 min 24 s |
| 5    | Nils Karlsson (SWE)          | 27 min 00 s     | 1 h 02 min 56 s |
| 6    | Martin Stokken (NOR)         | 27 min 05 s     | 1 h 03 min 00 s |
| 7    | Nils Täpp (SWE)              | 27 min 40 s     | 1 h 03 min 35 s |
| 8    | Tauno Sipilä (FIN)           | 27 min 30 s     | 1 h 03 min 40 s |
| 9    | Gunnar Östberg (SWE)         | 27 min 35 s     | 1 h 03 min 44 s |
| 10   | Toivo Oikarinen (FIN)        | 27 min 40 s     | 1 h 04 min 07 s |
| 11   | Magnar Estenstad (NOR)       | 28 min 00 s     | 1 h 04 min 26 s |
| 12   | Mikal Kirkholt (NOR)         | 27 min 50 s     | 1 h 04 min 53 s |
| 13   | Enar Josefsson (SWE)         | 28 min 15 s     | 1 h 05 min 10 s |
| 14   | Paavo Korhonen (FIN)         | 28 min 00 s     | 1 h 05 min 30 s |
| 15   | Simon Slåttvik (NOR)         | 28 min 15 s     | 1 h 05 min 40 s |
| 16   | Aulis Sipponen (FIN)         | 28 min 30 s     | 1 h 06 min 03 s |
| 17   | Ottar Gjermundshaug (NOR)    | 28 min 30 s     | 1 h 06 min 13 s |
| 18   | René Mandrillon (FRA)        | 29 min 00 s     | 1 h 06 min 48 s |
| 19   | Federico De Florian (ITA)    | 28 min 50 s     | 1 h 06 min 54 s |
| 20   | Per Gjelten (NOR)            | 29 min 40 s     | 1 h 07 min 40 s |
| 21   | Eeti Nieminen (FIN)          | 29 min 30 s     | 1 h 08 min 24 s |
| 22   | Kenichi Yamamoto (JPN)       | 29 min 55 s     | 1 h 08 min 49 s |
| 23   | Josef Schneeberger (AUT)     | 29 min 50 s     | 1 h 09 min 12 s |
| 24   | Arrigo Delladio (ITA)        | 30 min 00 s     | 1 h 09 min 17 s |
| 24   | Gérard Perrier (FRA)         | 30 min 05 s     | 1 h 09 min 17 s |
| 26   | Alfons Supersaxo (SUI)       | 30 min 20 s     | 1 h 09 min 38 s |
| 27   | Sverre Stenersen (NOR)       | 29 min 50 s     | 1 h 09 min 44 s |
| 28   | Matthias Noichl (AUT)        | 30 min 00 s     | 1 h 09 min 48 s |
| 29   | Vlastimil Melich (TCH)       | 30 min 20 s     | 1 h 10 min 09 s |
| 30   | Alfred Kronig (SUI)          | 30 min 30 s     | 1 h 10 min 12 s |
| 31   | Hans Eder (AUT)              | 30 min 05 s     | 1 h 10 min 13 s |
| 32   | Gunnar Pétursson (ISL)       | 30 min 30 s     | 1 h 10 min 30 s |
| 33   | Jacques Perrier (FRA)        | 29 min 40 s     | 1 h 10 min 33 s |
| 34   | Giacomo Mosele (ITA)         | 30 min 30 s     | 1 h 10 min 36 s |
| 35   | Walter Lötscher (SUI)        | 30 min 20 s     | 1 h 10 min 45 s |
| 36   | Ottavio Compagnoni (ITA)     | 29 min 20 s     | 1 h 10 min 50 s |
| 37   | Josef Schnyder (SUI)         | 30 min 35 s     | 1 h 10 min 51 s |
| 38   | Alfredo Prucker (ITA)        | 30 min 50 s     | 1 h 10 min 56 s |
| 39   | Constantin Enache (ROU)      | 30 min 40 s     | 1 h 11 min 00 s |
| 40   | Ebenezer Thorarinsson (ISL)  | 30 min 30 s     | 1 h 11 min 10 s |
| 41   | Tadeusz Kwapień (POL)        | 30 min 40 s     | 1 h 11 min 40 s |
| 42   | Boris Stoev (BUL)            | 30 min 25 s     | 1 h 11 min 46 s |
| 43   | Theodore A. Farwell (USA)    | 30 min 55 s     | 1 h 11 min 54 s |
| 43   | Friedrich Krischan (AUT)     | 30 min 40 s     | 1 h 11 min 54 s |
| 45   | Jón Kristjánsson (ISL)       | 31 min 00 s     | 1 h 12 min 05 s |
| 46   | Karl Briker (SUI)            | 30 min 55 s     | 1 h 12 min 19 s |
| 47   | Vladimír Šimůnek (TCH)       | 31 min 10 s     | 1 h 12 min 34 s |
| 48   | Oskar Schulz (AUT)           | 30 min 40 s     | 1 h 12 min 37 s |
| 49   | Vasil Gruev (BUL)            | 32 min 00 s     | 1 h 12 min 43 s |
| 50   | Ivan Staykov (BUL)           | 31 min 10 s     | 1 h 12 min 47 s |
| 51   | Leopold Kohl (AUT)           | 31 min 50 s     | 1 h 13 min 10 s |
| 52   | Claude Lavoie Richer (CAN)   | 31 min 30 s     | 1 h 13 min 17 s |
| 53   | Pál Sajgó (HUN)              | 31 min 45 s     | 1 h 13 min 25 s |
| 54   | Heinz Hauser (GER)           | 32 min 30 s     | 1 h 13 min 30 s |
| 55   | Oddur Pétursson (ISL)        | 31 min 05 s     | 1 h 13 min 35 s |
| 56   | Erik Elmsäter (SWE)          | 31 min 40 s     | 1 h 13 min 46 s |
| 57   | Wendell Broomhall (USA)      | 31 min 20 s     | 1 h 14 min 06 s |
| 58   | Lars-Erik Efverström (SWE)   | 31 min 50 s     | 1 h 14 min 19 s |
| 59   | Alois Harrer (GER)           | 32 min 05 s     | 1 h 14 min 23 s |
| 60   | Petar Nikolov (BUL)          | 32 min 05 s     | 1 h 14 min 35 s |
| 61   | Ryoichi Fujisawa (JPN)       | 33 min 00 s     | 1 h 14 min 41 s |
| 61   | Moise Crăciun (ROU)          | 32 min 40 s     | 1 h 14 min 41 s |
| 63   | Florea Lepădatu (ROU)        | 32 min 30 s     | 1 h 15 min 42 s |
| 64   | Rudi Kopp (GER)              | 32 min 00 s     | 1 h 15 min 53 s |
| 65   | Albert Mohr (GER)            | 32 min 40 s     | 1 h 16 min 32 s |
| 66   | Thomas M. Jacobs (USA)       | 33 min 00 s     | 1 h 16 min 43 s |
| 67   | John C. Burton (USA)         | 33 min 00 s     | 1 h 16 min 47 s |
| 68   | Niculae-Cornel Crăciun (ROU) | 34 min 00 s     | 1 h 17 min 11 s |
| 69   | Sepp Schiffner (AUT)         | 32 min 05 s     | 1 h 17 min 31 s |
| 70   | Jacques Carbonneau (CAN)     | 33 min 30 s     | 1 h 17 min 37 s |
| 71   | George Hovland (USA)         | 33 min 40 s     | 1 h 18 min 05 s |
| 72   | Robert W. Pidacks (USA)      | 34 min 10 s     | 1 h 18 min 25 s |
| 73   | John H. Caldwell (USA)       | 36 min 20 s     | 1 h 25 min 42 s |
| 74   | Bruce Haslingden (AUS)       | 38 min 10 s     | 1 h 29 min 58 s |
| 75   | Cedric Sloane (AUS)          | 40 min 20 s     | 1 h 32 min 39 s |
| -    | Štefan Kovalčík (TCH)        | 30 min 35 s     | N'a pas terminé |
| -    | Benoît Carrara (FRA)         | 29 min 00 s     | N'a pas terminé |
| -    | Helmut Böck (GER)            | 32 min 20 s     | N'a pas terminé |
| -    | Hubert Egger (GER)           | N'a pas terminé | -               |
| -    | Peter Radacher (AUT)         | N'a pas terminé | -               |

| Rang | Athlète                     | Temps           | Temps           | Temps           | Temps           |
| Rang | Athlète                     | À 13 km         | À 32,5 km       | À 42 km         | À l'arrivée     |
| ---- | --------------------------- | --------------- | --------------- | --------------- | --------------- |
| 1    | Veikko Hakulinen (FIN)      | 50 min 50 s     | 2 h 03 min 20 s | 2 h 59 min 50 s | 3 h 33 min 33 s |
| 2    | Eero Kolehmainen (FIN)      | 51 min 30 s     | 2 h 05 min 40 s | 3 h 02 min 50 s | 3 h 38 min 11 s |
| 3    | Magnar Estenstad (NOR)      | 50 min 30 s     | 2 h 03 min 40 s | 3 h 02 min 00 s | 3 h 38 min 28 s |
| 4    | Olav Økern (NOR)            | 50 min 00 s     | 2 h 07 min 30 s | 3 h 04 min 20 s | 3 h 38 min 45 s |
| 5    | Kalevi Mononen (FIN)        | 50 min 20 s     | 2 h 04 min 40 s | 3 h 04 min 00 s | 3 h 39 min 21 s |
| 6    | Nils Karlsson (SWE)         | 51 min 40 s     | 2 h 07 min 30 s | 3 h 04 min 40 s | 3 h 39 min 30 s |
| 7    | Edvin Landsem (NOR)         | 50 min 30 s     | 2 h 09 min 30 s | 3 h 06 min 10 s | 3 h 40 min 43 s |
| 8    | Harald Maartmann (NOR)      | 49 min 50 s     | 2 h 06 min 30 s | 3 h 05 min 00 s | 3 h 43 min 43 s |
| 9    | Pekka Kuvaja (FIN)          | 53 min 00 s     | 2 h 10 min 50 s | 3 h 09 min 00 s | 3 h 46 min 31 s |
| 10   | Anders Törnkvist (SWE)      | 51 min 20 s     | 2 h 09 min 30 s | 3 h 11 min 15 s | 3 h 49 min 22 s |
| 11   | Benoît Carrara (FRA)        | 53 min 10 s     | 2 h 12 min 10 s | 3 h 15 min 40 s | 3 h 55 min 16 s |
| 12   | Gunnar Eriksson (SWE)       | 49 min 10 s     | 2 h 11 min 30 s | 3 h 16 min 10 s | 3 h 55 min 45 s |
| 13   | Arthur Herrdin (SWE)        | 50 min 30 s     | 2 h 13 min 30 s | 3 h 18 min 10 s | 3 h 57 min 46 s |
| 14   | Jaroslav Cardal (TCH)       | 54 min 00 s     | 2 h 18 min 30 s | 3 h 22 min 10 s | 4 h 01 min 49 s |
| 15   | Otto Beyeler (SUI)          | 56 min 40 s     | 2 h 20 min 20 s | 3 h 25 min 50 s | 4 h 06 min 15 s |
| 16   | Alfred Roch (SUI)           | 56 min 30 s     | 2 h 23 min 20 s | 3 h 27 min 20 s | 4 h 09 min 39 s |
| 17   | Karl Hischier (SUI)         | 57 min 10 s     | 2 h 22 min 30 s | 3 h 31 min 10 s | 4 h 13 min 46 s |
| 18   | Severino Compagnoni (ITA)   | 57 min 10 s     | 2 h 25 min 40 s | 3 h 35 min 25 s | 4 h 16 min 13 s |
| 19   | Antenore Cuel (ITA)         | 58 min 40 s     | 2 h 28 min 40 s | 3 h 35 min 40 s | 4 h 16 min 26 s |
| 20   | Josef Schnyder (SUI)        | 56 min 50 s     | 2 h 21 min 00 s | 3 h 23 min 00 s | 4 h 18 min 45 s |
| 21   | František Balvín (TCH)      | 57 min 30 s     | 2 h 29 min 50 s | 3 h 39 min 15 s | 4 h 21 min 19 s |
| 22   | Gheorghe Olteanu (ROU)      | 1 h 00 min 20 s | 2 h 28 min 50 s | 3 h 40 min 10 s | 4 h 23 min 08 s |
| 23   | Ion Sumedrea (ROU)          | 1 h 01 min 00 s | 2 h 30 min 40 s | 3 h 41 min 10 s | 4 h 24 min 45 s |
| 24   | Dumitru Frăţilă (ROU)       | 59 min 00 s     | 2 h 27 min 10 s | 3 h 43 min 05 s | 4 h 30 min 13 s |
| 25   | Hristo Donchev (BUL)        | 1 h 00 min 00 s | 2 h 27 min 00 s | 3 h 43 min 50 s | 4 h 30 min 35 s |
| 26   | Juku Pent (GER)             | 56 min 50 s     | 2 h 29 min 30 s | 3 h 45 min 45 s | 4 h 30 min 56 s |
| 27   | Pál Sajgó (HUN)             | 1 h 01 min 10 s | 2 h 32 min 00 s | 3 h 47 min 05 s | 4 h 38 min 34 s |
| 28   | Gervais Gindre (FRA)        | 59 min 00 s     | 2 h 30 min 20 s | 3 h 48 min 00 s | 4 h 39 min 31 s |
| 29   | Ívar Stefánsson (ISL)       | 58 min 10 s     | 2 h 30 min 00 s | 3 h 48 min 30 s | 4 h 39 min 50 s |
| 30   | Jón Kristjánsson (ISL)      | 57 min 30 s     | 2 h 30 min 00 s | 3 h 47 min 30 s | 4 h 41 min 32 s |
| 31   | Ignácz Berecz (HUN)         | 1 h 02 min 10 s | 2 h 39 min 10 s | 3 h 58 min 35 s | 4 h 46 min 23 s |
| 32   | Ion Hebedeanu (ROU)         | 1 h 02 min 30 s | 2 h 37 min 30 s | 4 h 00 min 30 s | 4 h 47 min 58 s |
| 33   | Matthias Kristjánsson (ISL) | 59 min 50 s     | 2 h 35 min 40 s | 3 h 55 min 50 s | 4 h 48 min 47 s |
| -    | Cédric Sloane (AUS)         | 1 h 07 min 50 s | 2 h 58 min 40 s | N'a pas terminé | -               |
| -    | Karl Schüssler (GER)        | 59 min 20 s     | 2 h 35 min 30 s | N'a pas terminé | -               |
| -    | Bruce Haslingden (AUS)      | 1 h 06 min 10 s | 2 h 54 min 00 s | N'a pas terminé | -               |

| Rang   | Team            | Athlètes              | Temps           | Total           |
| ------ | --------------- | --------------------- | --------------- | --------------- |
| Or     | Finlande        | Heikki Hasu           | 35 min 01 s     | 2 h 20 min 16 s |
| Or     | Finlande        | Paavo Lonkila         | 36 min 52 s     | 2 h 20 min 16 s |
| Or     | Finlande        | Urpo Korhonen         | 36 min 19 s     | 2 h 20 min 16 s |
| Or     | Finlande        | Tapio Mäkelä          | 38 min 53 s     | 2 h 20 min 16 s |
| Argent | Norvège         | Magnar Estenstad      | 35 min 22 s     | 2 h 23 min 13 s |
| Argent | Norvège         | Mikal Kirkholt        | 36 min 07 s     | 2 h 23 min 13 s |
| Argent | Norvège         | Martin Stokken        | 36 min 39 s     | 2 h 23 min 13 s |
| Argent | Norvège         | Hallgeir Brenden      | 37 min 35 s     | 2 h 23 min 13 s |
| Bronze | Suède           | Nils Täpp             | 35 min 47 s     | 2 h 24 min 13 s |
| Bronze | Suède           | Sigurd Andersson      | 35 min 37 s     | 2 h 24 min 13 s |
| Bronze | Suède           | Enar Josefsson        | 35 min 43 s     | 2 h 24 min 13 s |
| Bronze | Suède           | Martin Lundström      | 38 min 00 s     | 2 h 24 min 13 s |
| 4      | France          | Gérard Perrier        | 34 min 06 s     | 2 h 31 min 11 s |
| 4      | France          | Benoît Carrara        | 34 min 37 s     | 2 h 31 min 11 s |
| 4      | France          | Jean Mermet           | 35 min 32 s     | 2 h 31 min 11 s |
| 4      | France          | René Mandrillon       | 36 min 43 s     | 2 h 31 min 11 s |
| 5      | Autriche        | Hans Eder             | 38 min 41 s     | 2 h 34 min 36 s |
| 5      | Autriche        | Friedrich Krischan    | 38 min 46 s     | 2 h 34 min 36 s |
| 5      | Autriche        | Karl Rafreider        | 38 min 26 s     | 2 h 34 min 36 s |
| 5      | Autriche        | Josef Schneeberger    | 38 min 59 s     | 2 h 34 min 36 s |
| 6      | Italie          | Arrigo Delladio       | 40 min 55 s     | 2 h 35 min 33 s |
| 6      | Italie          | Nino Anderlini        | 40 min 07 s     | 2 h 35 min 33 s |
| 6      | Italie          | Federico De Florian   | 40 min 05 s     | 2 h 35 min 33 s |
| 6      | Italie          | Vincenzo Perruchon    | 44 min 01 s     | 2 h 35 min 33 s |
| 7      | Allemagne       | Hubert Egger          | 40 min 27 s     | 2 h 36 min 37 s |
| 7      | Allemagne       | Albert Mohr           | 39 min 50 s     | 2 h 36 min 37 s |
| 7      | Allemagne       | Heinz Hauser          | 38 min 08 s     | 2 h 36 min 37 s |
| 7      | Allemagne       | Rudi Kopp             | 39 min 56 s     | 2 h 36 min 37 s |
| 8      | Tchécoslovaquie | Vladimír Šimůnek      | 39 min 50 s     | 2 h 37 min 12 s |
| 8      | Tchécoslovaquie | Štefan Kovalčík       | 39 min 21 s     | 2 h 37 min 12 s |
| 8      | Tchécoslovaquie | Vlastimil Melich      | 39 min 58 s     | 2 h 37 min 12 s |
| 8      | Tchécoslovaquie | Jaroslav Cardal       | 40 min 30 s     | 2 h 37 min 12 s |
| 9      | Suisse          | Fritz Kocher          | 43 min 23 s     | 2 h 38 min 00 s |
| 9      | Suisse          | Walter Lötscher       | 41 min 16 s     | 2 h 38 min 00 s |
| 9      | Suisse          | Alfred Kronig         | 38 min 16 s     | 2 h 38 min 00 s |
| 9      | Suisse          | Alfons Supersaxo      | 40 min 51 s     | 2 h 38 min 00 s |
| 10     | Roumanie        | Moise Crăciun         | 39 min 23 s     | 2 h 38 min 23 s |
| 10     | Roumanie        | Manole Aldescu        | 40 min 24 s     | 2 h 38 min 23 s |
| 10     | Roumanie        | Dumitru Frăţilă       | 39 min 44 s     | 2 h 38 min 23 s |
| 10     | Roumanie        | Constantin Enache     | 40 min 18 s     | 2 h 38 min 23 s |
| 11     | Islande         | Gunnar Pétursson      | 39 min 39 s     | 2 h 40 min 09 s |
| 11     | Islande         | Ebenezer Thorarinsson | 43 min 06 s     | 2 h 40 min 09 s |
| 11     | Islande         | Jón Kristjánsson      | 41 min 24 s     | 2 h 40 min 09 s |
| 11     | Islande         | Ívar Stefánsson       | 37 min 49 s     | 2 h 40 min 09 s |
| 12     | États-Unis      | George Hovland        | 37 min 48 s     | 2 h 53 min 28 s |
| 12     | États-Unis      | John C. Burton        | 38 min 52 s     | 2 h 53 min 28 s |
| 12     | États-Unis      | Theodore A. Farwell   | 37 min 59 s     | 2 h 53 min 28 s |
| 12     | États-Unis      | Wendell Broomhall     | 38 min 00 s     | 2 h 53 min 28 s |
| -      | Bulgarie        | Ivan Staykov          | 38 min 00 s     | —               |
| -      | Bulgarie        | Petar Kovachev        | 39 min 55 s     | —               |
| -      | Bulgarie        | Vasil Gruev           | 42 min 58 s     | —               |
| -      | Bulgarie        | Boris Stoev           | N'a pas terminé | —               |

### 10 km femmes
| Rang | Athlète                   | Temps           | Temps       |
| Rang | Athlète                   | À 5,5 km        | À l'arrivée |
| ---- | ------------------------- | --------------- | ----------- |
| 1    | Lydia Wideman (FIN)       | 23 min 00 s     | 41 min 40 s |
| 2    | Mirja Hietamies (FIN)     | 24 min 00 s     | 42 min 39 s |
| 3    | Siiri Rantanen (FIN)      | 24 min 15 s     | 42 min 50 s |
| 4    | Märta Nordberg (SWE)      | 24 min 10 s     | 42 min 53 s |
| 5    | Sirkka Polkunen (FIN)     | 24 min 10 s     | 43 min 07 s |
| 6    | Rakel Wahl (NOR)          | 25 min 20 s     | 44 min 54 s |
| 7    | Marit Øiseth (NOR)        | 25 min 40 s     | 45 min 04 s |
| 8    | Margit Albrechtsson (SWE) | 25 min 05 s     | 45 min 05 s |
| 9    | Eivor Alm (SWE)           | 25 min 30 s     | 45 min 20 s |
| 10   | Gina Sigstad (NOR)        | 25 min 35 s     | 45 min 37 s |
| 11   | Sonja Edström (SWE)       | 25 min 45 s     | 45 min 41 s |
| 12   | Jorun Askersrud (NOR)     | 26 min 50 s     | 47 min 45 s |
| 13   | Hanni Gehring (GER)       | 28 min 10 s     | 50 min 39 s |
| 14   | Nada Birko (YUG)          | 28 min 30 s     | 50 min 44 s |
| 15   | Josette Baisse (FRA)      | 28 min 45 s     | 51 min 43 s |
| 16   | Angela Kordež (YUG)       | 28 min 55 s     | 52 min 33 s |
| 17   | Fides Romanin (ITA)       | 31 min 00 s     | 54 min 43 s |
| 18   | Michèle Angirany (FRA)    | 30 min 30 s     | 54 min 56 s |
| -    | Ildegarda Taffra (ITA)    | N'a pas terminé | -           |
| -    | Lizzy Kladensky (AUT)     | N'a pas terminé | -           |

## Tableau des médailles
| Rang | Nations  |   |   |   | Total |
| ---- | -------- | - | - | - | ----- |
| 1er  | Finlande | 3 | 3 | 2 | 8     |
| 2e   | Norvège  | 1 | 1 | 1 | 3     |
| 3e   | Suède    | 0 | 0 | 1 | 1     |